# Masashi Watanabe
Masashi Watanabe (渡辺 正, Watanabe Masashi, Hiroshima, 11 januari 1936 – Chiba, 7 december 1995) was een Japans voetballer die als aanvaller speelde.

## Clubcarrière
Watanabe begon zijn carrière in 1954 bij Yawata Steel, de voorloper van Nippon Steel. In 1958 ging Watanabe naar de Rikkyo University, waar hij in het schoolteam voetbalde. Nadat hij in 1962 afstudeerde, ging Watanabe spelen voor Nippon Steel. Watanabe veroverde er in 1964 de Beker van de keizer. 1965 werd de ploeg opgenomen in de Japan Soccer League, de voorloper van de J1 League. In 7 jaar speelde hij er 79 competitiewedstrijden en scoorde 19 goals. Watanabe beëindigde zijn spelersloopbaan in 1971.

## Japans voetbalelftal
Watanabe debuteerde in 1958 in het Japans nationaal elftal en speelde 39 interlands, waarin hij 12 keer scoorde.

## Statistieken
| Japans voetbalelftal | Japans voetbalelftal | Japans voetbalelftal |
| Jaar                 | Wed.                 | Dlp.                 |
| -------------------- | -------------------- | -------------------- |
| 1958                 | 2                    | 1                    |
| 1959                 | 8                    | 4                    |
| 1960                 | 1                    | 0                    |
| 1961                 | 6                    | 1                    |
| 1962                 | 3                    | 0                    |
| 1963                 | 5                    | 3                    |
| 1964                 | 1                    | 0                    |
| 1965                 | 3                    | 0                    |
| 1966                 | 2                    | 1                    |
| 1967                 | 3                    | 1                    |
| 1968                 | 2                    | 0                    |
| 1969                 | 3                    | 1                    |
| Totaal               | 39                   | 12                   |